# Кэррон, Оуэн
Оуэн Джерард Кэррон (англ. Owen Gerard Carron, родился 9 февраля 1953 в Эннискиллене) — ирландский политик-республиканец, депутат Парламента Великобритании с 1981 по 1983 от округа Фермана — Южный Тирон.

## Биография

### Происхождение
Родился 9 февраля 1953 года в больнице Эрне в городе Эннискиллен, графство Фермана, Северная Ирландия. Работал учителем в школе. Племянник члена Националистической партии Джон Кэррон.

### Политическая карьера
В 1970-е годы он был вовлечён в деятельность Ирландской республиканской армии благодаря членству в блоке против H и его комитете в Фермана. Стал представителем находившегося в тюрьме Бобби Сэндса на парламентских выборах 1981 года в Фермана и Южном Тироне. Сэндс выиграл выборы и прошёл в Парламент, но после голодовки скончался. После закона о представительстве было запрещено выставлять в кандидаты лиц из мест лишения свободы, поэтому Кэррон стал депутатом от блока против H.
В августе 1981 года Кэррон выиграл выборы в Парламент с подавляющим перевесом, став ещё и «малышом Палаты» (самым молодым членом избранного Парламента). К несчастью, занять своё место он не мог из-за того, что ирландских республиканцев, поддерживавших Шинн Фейн, не пропускали в Парламент. Только после его избрания в Ассамблею Северной Ирландии в октябре 1982 года Кэррон занял своё законное место. В 1983 году он покинул парламент, проиграв своё место Кену Мэджиннису от Ольстерской юнионистской партии.

## Уголовное преследование
Вместе с Дэнни Моррисоном Оуэна Кэррона арестовали 21 января 1982 на границе Канады и США. Обоих депортировали из страны, обвинив их в подделке документов.
В 1986 году в его автомобиле был обнаружен автомат Калашникова. Кэррону предъявили обвинения, но предоставили отсрочку для участия в выборах в Парламент в 1986 году. Тот проиграл выборы и сбежал в Ирландию, в графство Литрим, но Ирландский верховный суд арестовал его в 1988 году, лишив его права на ирландский суд, и отправил в тюрьму. После освобождения Кэррон работал строителем, а затем в 1995 году продолжил свою учительскую карьеру в Карригалленской национальной школе.
В 2002 году Шинн Фейн внесла имя Оуэна Кэррона в список лиц, составляемый под руководством Правительства Великобритании, которых рекомендовалось помиловать.
На парламентских выборах в Ирландии он был представителем Мартина Кенни от округа Роскоммон — Южный Литрим.